# ヒメガヤツリ
ヒメガヤツリ Cyperus tenuispica Steyd. 1854 はカヤツリグサ科の植物の1つ。小さな小穂を花火のように広がった花序に多数付ける。別名、ミズハナビ。良く似たものにコアゼガヤツリがあり、判別が難しい場合がある。

## 特徴
柔らかな1年生の草本。根茎はなく、植物体は束になって生じる。草丈は高さ10～25cm程度。全体に軟弱で緑色。葉は葉幅が1.5～2mm、長くても花茎よりは短く、多くは鞘状となる。
花期は7～10月。花茎は断面が3稜形に近い柱状で緑色で細長い。花茎先端に生じる花序の基部には葉状の苞が1～3枚あり、長さは花序全体と同じ程度か、それより長い。花序の形としては複散房状で、中心から花序の枝を十数本を放射状に出し、その長さは長いものでは10cmに達する。それらの枝の先端からは更に散形に小枝を1～2回出す。小穂は各枝先に3～5個を纏まって付ける。小穂は線状長楕円形で長さ3～5mm、扁平で赤褐色から緑褐色をなし、20個前後の小花を2列につける。小花の列には互いの間に僅かな隙間がある。鱗片は船状で長楕円形をしており、先端は切り落としたような形で中肋の先端は僅かに突き出し、多少外側に向かって反っている。また中肋は緑色でその両側は褐色を帯びる。痩果は淡黄色、倒卵形で断面は3稜形をしており、表面には小さな瘤状の突起がある。柱頭は3つに裂ける。雄しべは1本が普通で、少数の小花が2本を持っている。
和名は姫蚊帳釣りの意で、植物体が小型で軟弱なことによる。また別名は水花火の意で、水湿地に生え、その花序がまるで線香花火のようであることによる。なお、牧野原著(2017)ではミズハナビの方を標準和名とし、ヒメガヤツリは別名扱いとなっている。このどちらを標準とするかには揺れがあり、保育社の原色図鑑(北村他(1998))でもミズハナビの方を採っている。他方で平凡社の原色図鑑（佐竹他(1982)）やカヤツリグサ科関連の書の多くはヒメガヤツリを先にしており、YListもこちらを採っている。

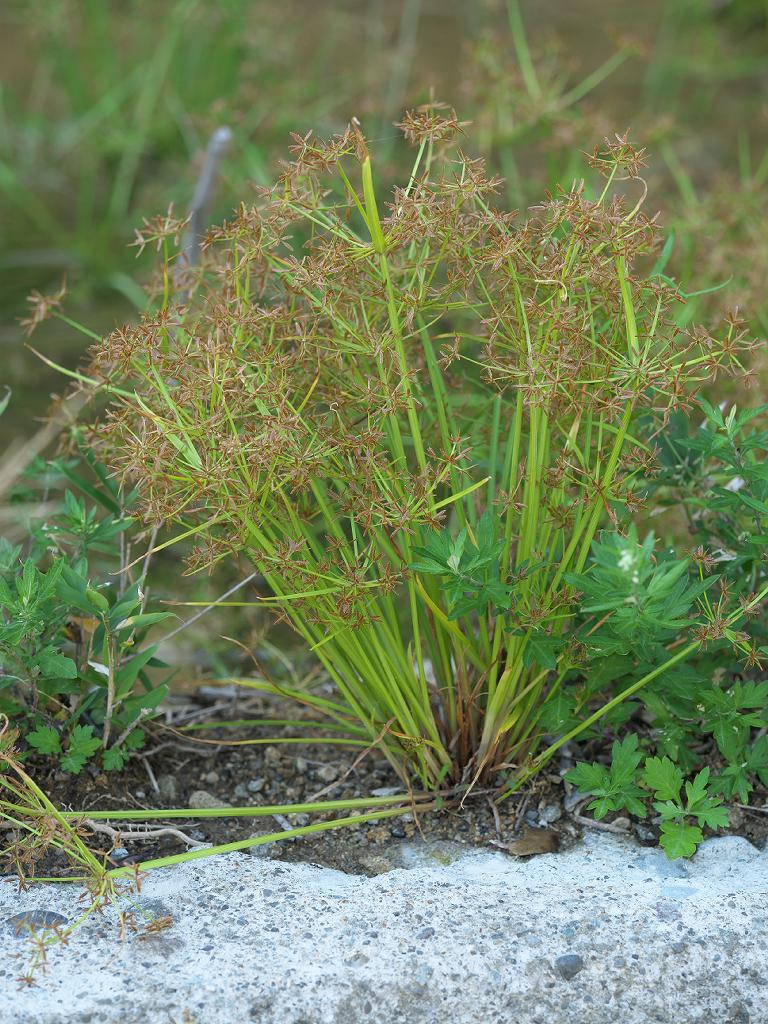
株全景
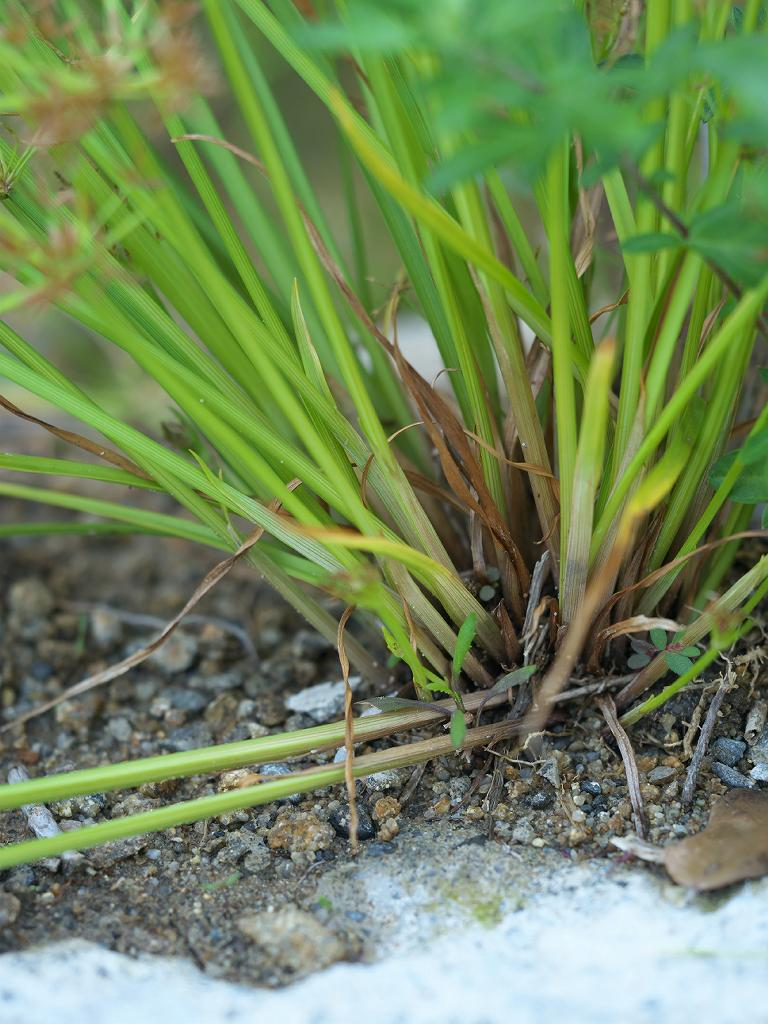
根元の様子 葉身のない鞘が多く、葉身の発達したものは少ない。
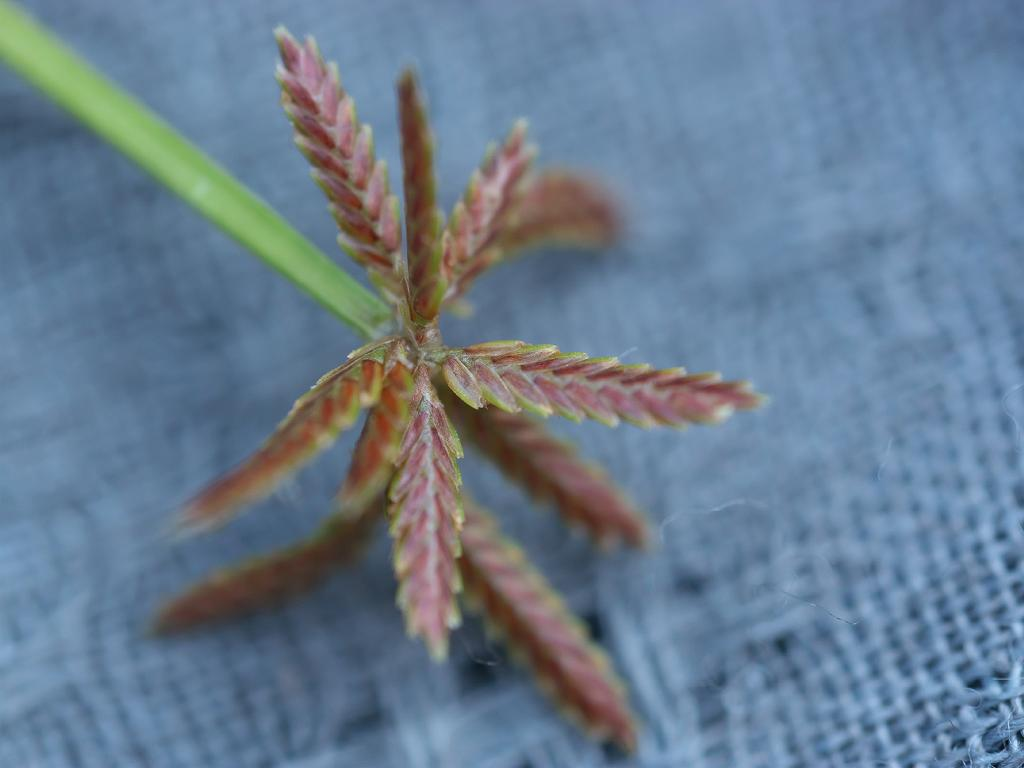
小穂

## 分布と生育環境
日本固有種で、本州の福島県以西、四国、九州から南西諸島にまで分布する。
日当たりのよい湿地などに生え、よく水田の中に生える。

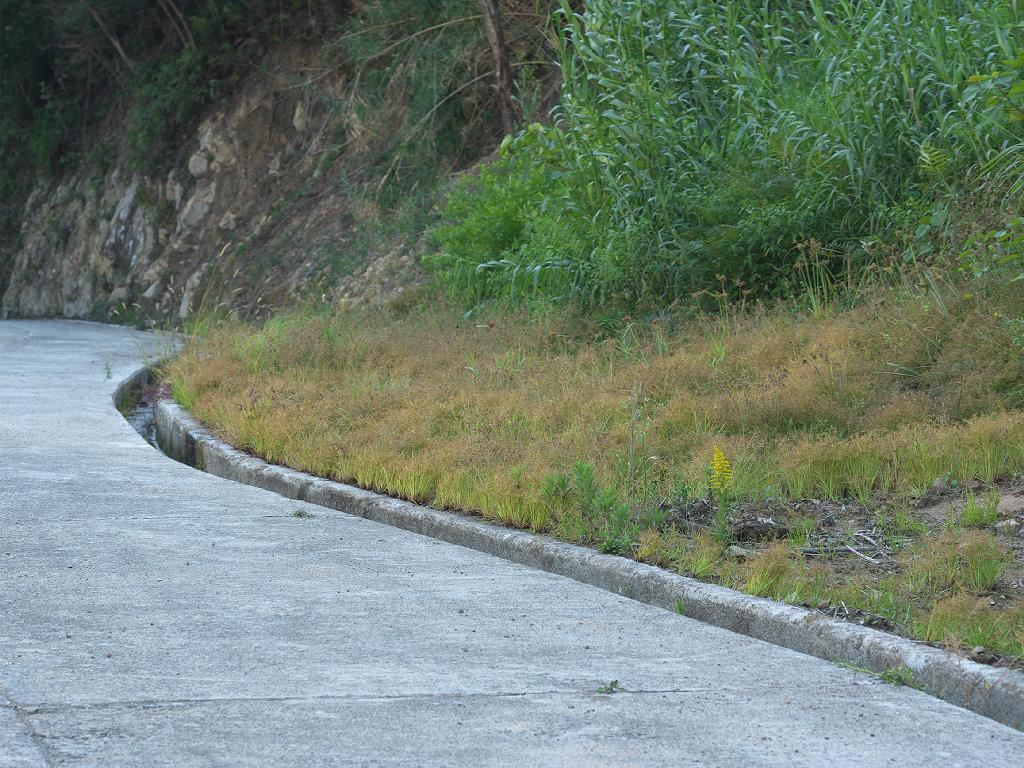
群生の様子（他種も混じる) ここでは道路脇の一時的水溜まりに発生していた。
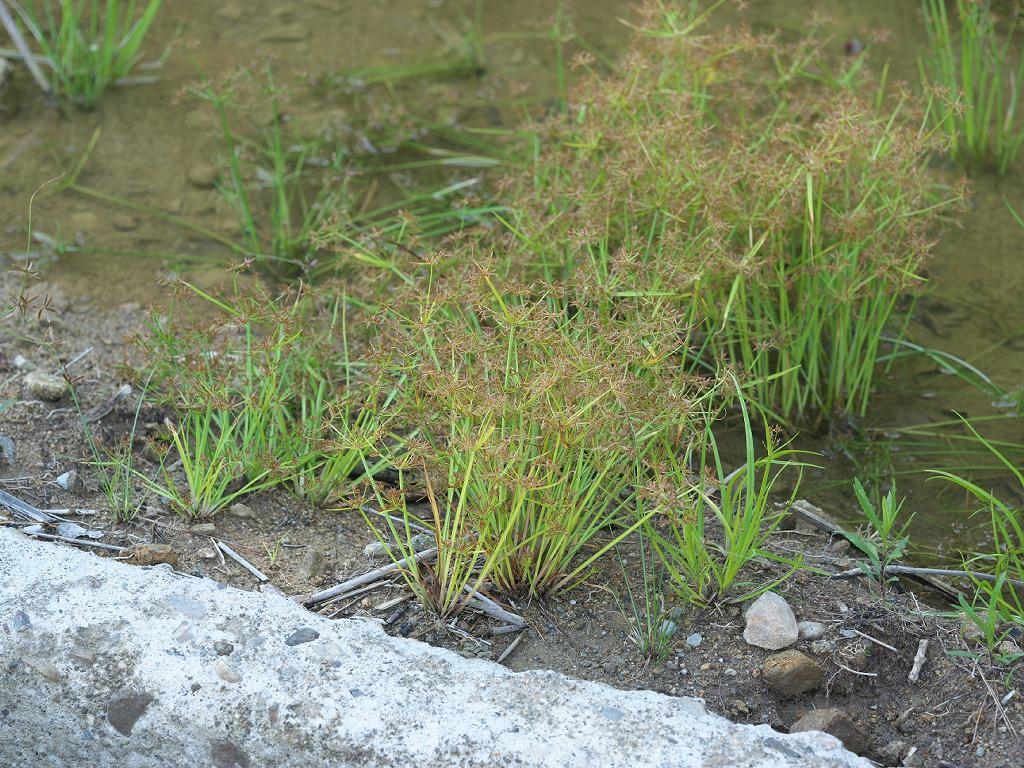
同じく、根元が水に浸かる状態に多数の株がある。

## 近似種など
本種にとてもよく似ているものにコアゼガヤツリ C. haspan var. tuberiferus がある。花序や小穂の形など非常によく似ているが、以下の点で区別できる。
- 匍匐茎を出すこと、本種では根茎は発達しない。
- 小穂に並ぶ小花が密接に並ぶこと。本種ではやや隙間があり、そのために隣の小花の鱗片の間に小穂の主軸が見える[7]。
- 小穂の鱗片の先端が小さく芒状に突き出すこと。本種では僅かに突き出す程度で、その先端がやや外向けに反っている。

ただし厄介なのはツルナシコアゼガヤツリ C. haspan var. microhaspan という存在で、この変種は1年草的に生育し、また匍匐茎を発達させない。もちろん小穂の特徴で区別可能ではあるが、肉眼では把握しがたい。本種とはとにかくよく似ていて区別するのが困難な場合もある。この変種は記載は古いものの近年注目されるようになったもので、そのために従来コアゼガヤツリや本種と同定されてきたものがこの変種である可能性も多く、さらにはこれまで本種と見なされていたものにはこの変種の方が多いとの声さえある。
具体的には北川、勝山(1994)によると状況は以下のようである。コアゼガヤツリは本種に似ているが匍匐茎を伸ばし、節ごとに茎を立てるののであるが、根茎が短いもの、あるいはほとんど生じないものも含まれるとの記述がある。日本ではMakino が1905年に匍匐茎を生じないものをツルナシコアゼガヤツリとしたが、学名等の扱いは混乱している。他方、そんな中で本種に関しては独立の別種であるとの判断は揺らいでいない。そんな中、コアゼガヤツリと本種の標本を広く確認したところ、本種とされていたものにツルナシコアゼガヤツリが数多く含まれていること、本種そのものはむしろこれより少数であることが確かめられた。ツルナシコアゼガヤツリの分布域は本州の関東以西なので、その地域では注意が必要のようである。
なお名前の上で良く似たものにヒナガヤツリ C. flaccidus があるが、この種は本種と同程度かより小柄で、全体に緑色をしており、小穂も緑色で花序枝が平面的に展開するなど一見して区別できるものである。

## 保護の状況
環境省のレッドデータブックでは指定されないが、府県別では13の府県で何らかの指定があり、また東京都では絶滅とされている。京都府では水湿地だけに開発などによる現象が問題としてあり、目立たないので気付かれにくいとしてあり、また産地が少ないことも指摘されており、既知の産地も上記ツルナシコアゼガヤツリに基づくものであった例も挙げられている。